# Municipio de Clark (condado de Wright)
El municipio de Clark (en inglés: Clark Township) es un municipio ubicado en el condado de Wright en el estado estadounidense de Misuri. En el año 2010 tenía una población de 1240 habitantes y una densidad poblacional de 13,29 personas por km².

## Geografía
El municipio de Clark se encuentra ubicado en las coordenadas 37°5′54″N 92°27′52″O / 37.09833, -92.46444. Según la Oficina del Censo de los Estados Unidos, el municipio tiene una superficie total de 93.33 km², de la cual 93,31 km² corresponden a tierra firme y (0,01 %) 0,01 km² es agua.

## Demografía
Según el censo de 2010, había 1240 personas residiendo en el municipio de Clark. La densidad de población era de 13,29 hab./km². De los 1240 habitantes, el municipio de Clark estaba compuesto por el 96,53 % blancos, el 0,08 % eran afroamericanos, el 0,65 % eran amerindios, el 0,24 % eran asiáticos, el 0,08 % eran de otras razas y el 2,42 % eran de una mezcla de razas. Del total de la población el 0,97 % eran hispanos o latinos de cualquier raza.